# 血管形成術
血管形成術（けっかんけいせいじゅつ、英：angioplasty）は、血管内治療の一つ。

## 種類

### 冠動脈
- 経皮的冠動脈形成術

### 腎動脈
- ステント形成術
- バルーン拡張術

### 頚動脈
- ステント形成術

### 総腸骨動脈・大腿動脈
- ステント形成術
- バルーン拡張術

### 下大静脈
- フィルター植込み術

## 関連
- 放射線医学
- 循環器学
- 脳神経外科学